# Richard Topcliffe
Richard Topcliffe (14 novembre 1531 – 1604) è stato un nobile, investigatore e torturatore inglese.
Proprietario terriero, fu anche membro del Parlamento inglese e divenne famoso come persecutore dei cattolici inglesi durante il regno di Elisabetta I d'Inghilterra.

## Biografia

### I primi anni
Topcliffe fu il figlio maggiore di Robert Topcliffe di Somerby (Lincolnshire) e della di lui consorte Margaret, figlia di Thomas Burgh, Primo Barone Burgh di Gainsborough, che era stato ciambellano di corte della regina Anna Bolena. Suo zio Edward Burgh era stato il primo marito della regina Caterina Parr, quindi aveva relazioni ben altolocate. Alla morte del padre, avvenuta nel 1544, il dodicenne Topcliffe divenne guardia di suo zio Sir Anthony Neville. Nel 1548, all'età di sedici anni, come altri giovani gentiluomini benestanti elisabettiani entrò nel Gray's Inn, ma non praticò mai il foro. Nel 1553, maggiorenne, entrò in possesso di una grossa proprietà, oltre 4000 acri.

### Carriera
Secondo il suo stesso racconto, egli entrò al servizio della Regina nel 1557, un anno prima del suo accesso al trono d'Inghilterra, quando entrambi erano alla metà del loro primo ventennio, ma egli non iniziò il servizio dello stato fino alla rivolta dei papisti del 1569, quando egli armò a sue spese un gruppo di trenta cavalieri. Nei suoi primi anni, inoltre, egli aveva prestato servizio presso George Talbot, VI conte di Shrewsbury ma poi divenne uno degli uomini di Leicester. Come un operatore indipendente autofinanziatosi, con il proprio squadrone di "strumenti", come egli li chiamava, egli operò sia con Burghley che con Walsingham per incarico del Privy Council, ed era in ottimi rapporti con entrambi, sebbene egli si fosse sempre considerato un servo personale e amico della Regina.
Egli rappresentò Beverley nel Parlamento nel 1572. Successivamente tornò nell'Old Sarum nel 1584 e nel 1586.
Topcliffe fu un agente del governo inglese, instancabile nella determinazione di sradicare il cattolicesimo dall'Inghilterra. Al culmine del suo potere, dalla fine degli anni 1580 al 1595, egli perseguì, catturò, arrestò e interrogò numerosi prigionieri, usando spesso anche la tortura. Gli infami interrogatori di Topcliffe avevano luogo sia nella Torre di Londra che nella prigione di Bridewell o anche nella sua casa di Westminster, vicino alla prigione di Gatehouse. Lo storico cattolico esiliato Richard Verstegen riferisce sulle attività di Topcliffe, condannandolo in quanto:
((EN)  R. Verstegan and A.G. Petti (ed.), The Letters and Despatches of Richard Verstegan (c. 1550-1640), London: Catholic Record Society, 1959, p. 58.)
Il suo metodo preferito (che può essere stato introdotto da lui) era quello di appendere il prigioniero per le mani in guanti metallici o manette, una procedura molto dolorosa che non lasciava ferite permanenti se appropriatamente eseguita, ma in caso contrario provocava lesioni permanenti e poteva anche portare alla morte. Vi sono evidenze che egli usava anche torture psicologiche, come per esempio privare i prigionieri del sonno. Inoltre Topcliffe usava frequentemente la violenza carnale per estorcere informazioni.
Dopo aver seguito i suoi prigionieri nel processo e nella condanna, egli presenziava alla loro esecuzione come una specie di Maestro di cerimonie, ponendo abitualmente un cartello sulla forca ove si indicava il nome e la colpa del condannato e si assicurava della piena applicazione della sentenza  — che fosse impiccato, sventrato e squartato ancora in vita, se si trattava di condanna per tradimento. Per la legge del 1585, il semplice fatto di essere un prete cattolico in Inghilterra costituiva reato di tradimento. Il critico letterario inglese Frank Kermode scrive nella sua The Age of Shakespeare che:
((EN) Frank Kermode, The Age of Shakespeare, paperback, New York, Modern Library, 2005,  p. 143, ISBN 978-0-8129-7433-1.)
Purtroppo la citazione di Kermode non può essere verificata, sebbene Topcliffe, la cui carriera di ufficiale di polizia ebbe inizio con la caccia ai libri cattolici, amasse annotare i libri che confiscava e deteneva.
Tra le vittime si trovano i gesuiti Robert Southwell, ed Henry Walpole. Topcliffe compare più volte nell'autobiografia del gesuita John Gerard come un cacciatore di preti nell'Inghilterra elisabettiana. In essa egli è descritto come "vecchio e canuto e veterano nel male". All'inizio del 1592, egli, o uno dei suoi uomini, Nicholas Jones, stuprò o sedusse una prigioniera nella prigione di Gatehouse, Anne Bellamy, e la persuase a collaborare alla cattura del prete gesuita Robert Southwell nella sua casa di famiglia fuori Londra. Quando Bellamy sposò Jones, Topcliffe tentò di obbligare a dare alla coppia un immobile. Che cosa sia successo dopo non si sa, ma la famiglia Bellamy andò in rovina. Anne Bellamy era prigioniera della Regina e quindi aveva diritto alla sua protezione, e nessuna azione fu intrapresa per questo contro Topcliffe, anche se la Regina sapeva della sua maternità incipiente e sapeva che Topcliffe aveva rapito la donna portandola nella sua casa nel Lincolnshire.
Nell'agosto del 1597, il Consiglio commissionò a Topcliffe un'indagine sulla commedia satirica The Isle of Dogs di Ben Jonson e Thomas Nashe, che metteva pesantemente in ridicolo le autorità. Per fortuna di Jonson, subito dopo l'incarico a Topcliffe fu revocato e il suo potere molto ridimensionato, benché egli non perse mai i favori della regina e di Cecils.

## I Fitzherberts
Topcliffe, che si era impegnato a lungo in tentativi di distruggere i cattolici Fitzherberts del Derbyshire e Staffordshire, persuase l'erede di Sir Thomas Fitzherbert, anch'egli di nome Thomas, ad aiutarlo. Strinse pertanto un accordo per cui Thomas Fitzherbert gli avrebbe pagato 3000 sterline per provocare insieme la morte di suo zio Thomas, di suo padre John, e quella del cugino William Bassett. Lo zio e il padre morirono in prigione e il cugino sopravvisse. Quando Fitzherbert si rifiutò di pagare, Topcliffe lo citò in giudizio. Scandalizzato, il Consiglio Privato intervenne. Topcliffe ne insultò i membri ed essi lo mandarono in prigione. La Regina lo fece liberare dopo un paio di settimane, a seguito di una lettera che le scrisse Topcliffe. Egli non ottenne il denaro ma riuscì a truffare Thomas, facendosi intestare una residenza a Padley, nel Derbyshire. Sotto Giacomo I tuttavia Gilbert Talbot, VII conte di Shrewsbury lo espulse e i Fitzherberts recuperarono la proprietà.

### Il decesso
Topcliffe morì in novembre o dicembre 1604 all'età di circa 73 anni. Il suo erede, Charles, gli succedette in una proprietà pesantemente gravata. Come Walsingham, Topcliffe si era impoverito per servire la corona.

## Topcliffe in TV e nella letteratura
- Richard Topcliffe fu interpretato da Brian Wilde nella miniserie televisiva britannica del 1971 Elizabeth R.
- Topcliffe compare nella serie romanzata di Rory Clements John Shakespeare come un sadico torturatore.
- Topcliffe è anche ritratto come un torturatore di cattolici nei romanzi delle serie Sir Robert Carey e James Enys di P.F. Chisholm (al secolo Patricia Finney).
- Topcliffe è interpretato da Ewen Bremner nella serie televisiva americana del 2017 Will, una fiction sulla vita di William Shakespeare da giovane.[6]